# Luisa Spagnoli
Luisa Spagnoli, nacida Sargentini (Perugia, 30 de octubre de 1877 – París, 21 de septiembre de 1935), fue una empresaria italiana, más conocida por la creación del Bacio Perugina y por la cadena de tiendas de ropa que lleva su nombre. 

## Biografía
Hija de Pasquale Sargentini, pescadero, y Maria Conti, ama de casa, se casó con Annibale Spagnoli cuando tenía poco más de 21 años. Los dos se hicieron con una tienda de comestibles e, inmediatamente después, comenzaron a producir amendras azucaradas. De su matrimonio nacieron tres hijos: Mario, Armando y Aldo.

### Luisa y la Perugina
En 1907, junto con Francesco Buitoni y Leone Ascoli, abrió una pequeña empresa con sede en el centro histórico de Perugia, Perugina, con quince empleados. Con el estallido de la Primera Guerra Mundial, sólo la señora Spagnoli y sus hijos Mario y Aldo quedaron al frente de la fábrica. Al final de la guerra, Perugina era ya una fábrica con más de cien empleados.
En 1923, Annibale Spagnoli se retiró de la empresa debido a desacuerdos internos. Este fue el comienzo de la relación amorosa entre Luisa y Giovanni Buitoni, hijo del socio Francesco. Hay pocos testimonios y recuerdos de las personas más cercanas a la pareja, que hablan de un vínculo profundo pero reservado: los dos nunca vivieron juntos. Para Luisa, que ahora forma parte del consejo de administración de Perugina, también  comenzó  el  compromiso  de  construir instalaciones sociales para mejorar la vida de los empleados. Fundó la guardería de la planta de Fontivegge  (considerada  la  más  avanzada  de  Europa  en  el  sector  de  la  confitería). Inventó el famoso chocolate llamado “Bacio Perugina”. En los años 30, su hijo Aldo (1906-1992) fue el creador de la campaña publicitaria vinculada al programa radiofónico en serie I quattro moschettieri.

### El Angora Luisa Spagnoli
Al final de la Primera Guerra Mundial, también se embarcó en una nueva aventura: la cría de aves de corral y conejos de Angora. Los conejos no se mataban ni se esquilaban, sino que se peinaban con cariño para obtener lana de angora para hilos. Angora Spagnoli nació en el barrio de Santa Lucía para la creación de chales, boleros y prendas de moda. La mención de la Feria de Milán como "productos excelentes" impulsó a Luisa a multiplicar sus esfuerzos: fueron 8.000 los criadores que enviaron por correo el pelo peinado de al menos doscientos cincuenta mil conejos a Perugia.
Luisa no podrá ver el verdadero despegue de la empresa, que comenzará unos cuatro años después bajo la dirección de su hijo Mario. Se le diagnostica un tumor en la garganta. Giovanni Buitoni la trasladó a París para garantizarle el mejor tratamiento y permaneció con ella hasta su muerte en 1935, a la edad de casi 58 años. Está enterrada en la cripta situada junto a la fábrica de angora Luisa Spagnoli en S Lucia Perugia. 
En los años 40, en una época en la que mucha gente pasaba hambre y frío, la familia Spagnoli regalaba a sus trabajadores jerséis, calcetines y lana por valor de 4.000 liras por Navidad, una fortuna en aquella época. La fábrica de Santa Lucía tenía una piscina para los empleados. Se construyeron casas adosadas (que todavía existen hoy) para los empleados, se organizaron guarderías para sus hijos, se promovieron bailes, partidos de fútbol, concursos y fiestas.

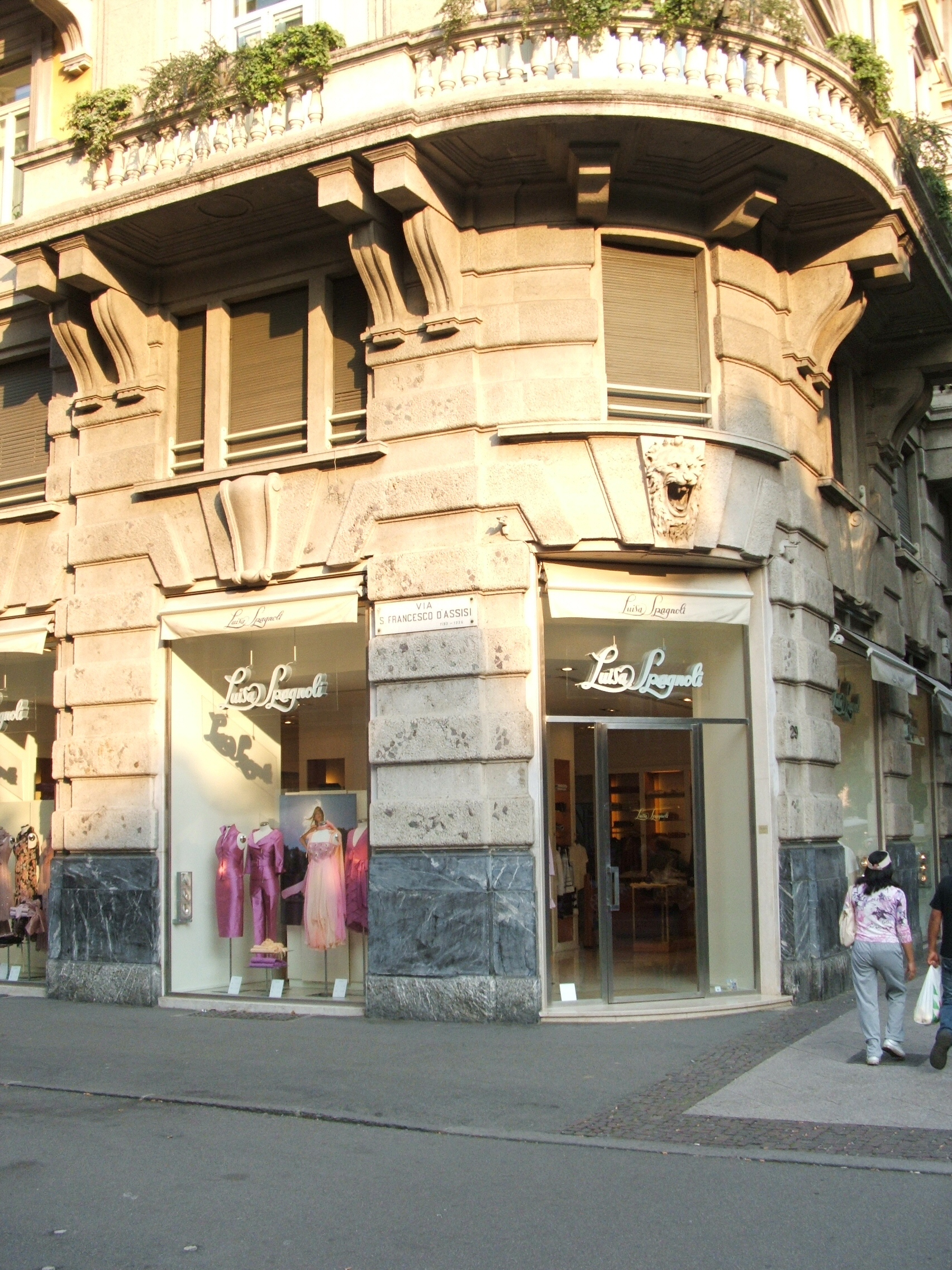
Una tienda Luisa Españoles situado en Bergamo.

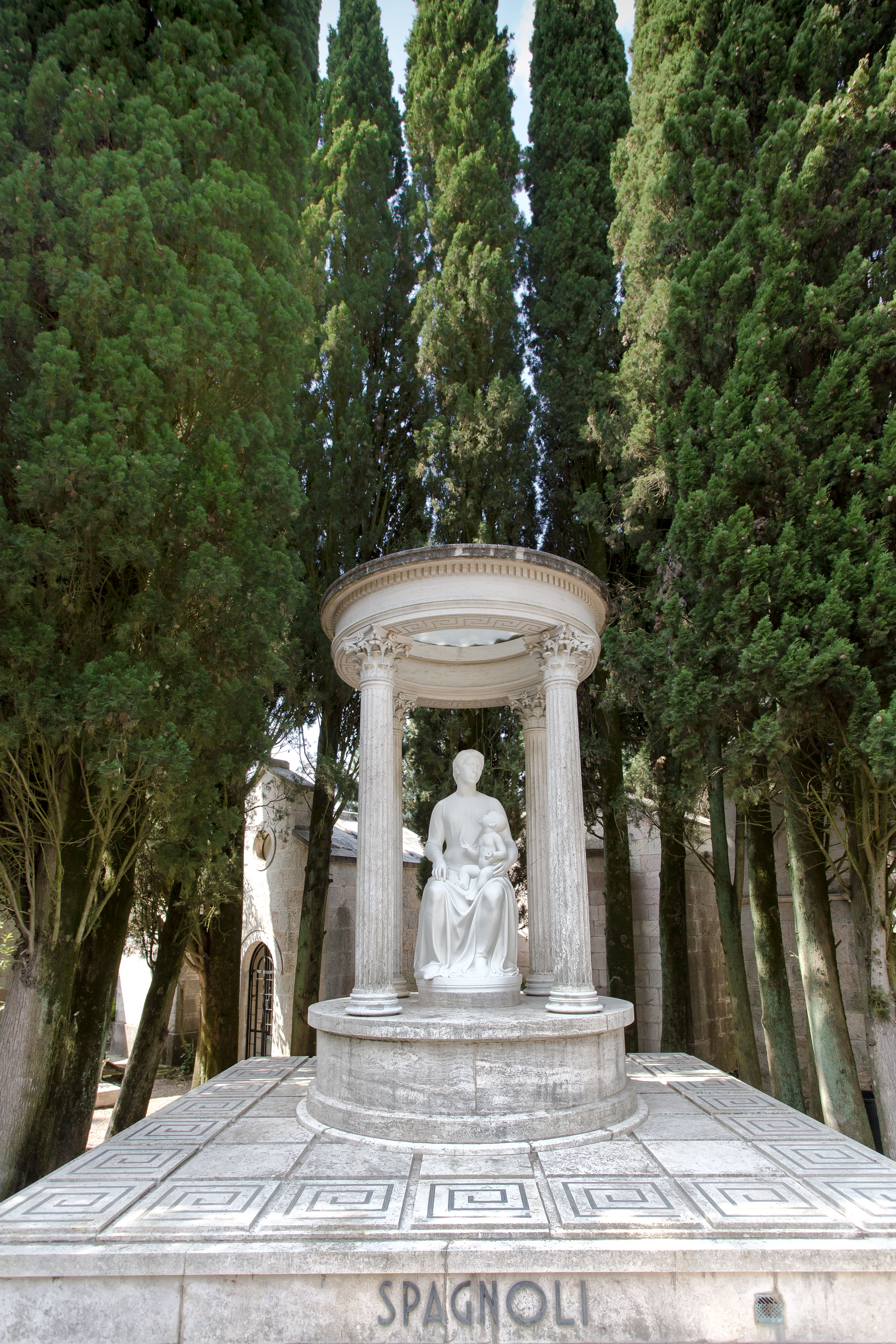
Cripta de la familia Spagnoli en el Cementerio monumental de Perugia

### La fase industrial y las tiendasLuisa Spagnoli.
Tras su muerte, con su hijo Mario (1900-1977) en 1937, la empresa creada por Luisa, pasó de ser un negocio artesanal a uno industrial. En 1942, inventó dos objetos patentados: un peine para recoger lana y unas pinzas para tatuar conejos de angora.
En 1947, Mario construyó la nueva fábrica "Città dell'Angora", en torno a la cual se creó una comunidad autosuficiente, en la que la parte asistencial y recreativa era una fase del ciclo de producción. En los años 60, también fundó el parque infantil "Città della Domenica", originalmente llamado "Spagnolia" y que sigue siendo un destino popular para los visitantes (un gran retrato de Luisa se encuentra en la entrada).
Con su hijo Annibale, llamado Lino (1927-1986), empresario y presidente del Perugia Calcio, la producción se diversificó y nació la red comercial de tiendas y outlets "Luisa Spagnoli", hoy presente en todo el mundo, siempre con sede en Perugia.
En 1952, la firma Luisa Spagnoli participó como boutique de moda junto a otras prestigiosas marcas de alta costura de la época, como Vincenzo Ferdinandi, Roberto Capucci, Giovannelli-Sciarra, la Sartoria Antonelli, Germana Marucelli, Polinober Sartoria Vanna, Jole Veneziani y otras firmas y casas de moda, entre ellas Emilio Pucci, Mirsa y "La Tessitrice dell'Isola" de Clarette Gallotti, en el desfile que utilizó por primera vez la famosa Sala Bianca del Palacio Pitti de Florencia. Una jovencísima Oriana Fallaci, enviada por el semanario Epoca dio cuenta de ello.

## En la ficción
- Luisa Spagnoli: miniserie de Rai 1 emitida en dos episodios los días 1 y 2 de febrero de 2016, dirigida por Lodovico Gasparini y protagonizada por Luisa Ranieri como la empresaria.